# Britische Klasse 18
Die Britische Klasse 18 ist eine Baureihe von Hybridlokomotiven des Herstellers Clayton Equipment für das Unternehmen Beacon Rail Leasing (BRLL). Die Lokomotiven der Klasse 18 sind neben dem Dieselantrieb mit einer Traktionsbatterie ausgerüstet.

## Geschichte
Beacon Rail Leasing schloss im Mai 2020 mit Clayton Equipment einen Vertrag zur Lieferung von 15 CBD90-Zweikraftrangierlokomotiven und einer unbekannten Anzahl an CBD135-Loks, welche die Lokomotiven der Klassen 08 und 09 ersetzen sollen. Eingesetzt werden die Lokomotiven für Rangieraufgaben in privaten Gleisanschlüssen und Rangierbahnhöfen. Die Auslieferung ist für Ende 2021 geplant. Aktuell finden Testfahrten für die Zulassung statt (Stand: November 2021).

## Technische Daten
Die Bleiakkumulatoren der Lokomotiven haben eine Ladekapazität von 524 kWh. Sie können über eine dreiphasige Ladestromsteckdose oder durch einen eingebauten Dieselmotor aufgeladen werden.
Der von JCB Power Systems hergestellte Ecomax 55kW IPU Stage V-Dieselmotor wird von der Firma Power Torque aus Coventry geliefert, die auch technische Unterstützung durch ihre Ingenieure bietet.
Die Höchstgeschwindigkeit der Lokomotiven liegt bei 20 km/h.